# Приозёрное сельское поселение (Волгоградская область)
Приозёрное се́льское посе́ление — муниципальное образование в составе Палласовского района Волгоградской области.
Административный центр — посёлок Путь Ильича.

## История
Приозёрное сельское поселение образовано 30 декабря 2004 года в соответствии с Законом Волгоградской области № 982-ОД.
В соответствии с Законом Волгоградской области № 35-ОД от 26.04.2019, 5 мая 2019 года в состав Приозёрного сельского поселения вошли населённые пункты упразднённого Венгеловского сельского поселения.

## Население
| 2012 | 2013  | 2014  | 2015 | 2016 | 2017 | 2018 |
| ---- | ----- | ----- | ---- | ---- | ---- | ---- |
| 747  | ↘735  | ↘730  | ↗736 | ↘725 | ↘702 | ↘691 |
| 2019 | 2020  | 2021  |      |      |      |      |
| ↘685 | ↗1218 | ↘1155 |      |      |      |      |

## Состав сельского поселения
| № | Населённый пункт | Тип населённого пункта          | Население |
| - | ---------------- | ------------------------------- | --------- |
| 1 | Венгеловка       | посёлок                         | 536       |
| 2 | Красная Деревня  | хутор                           | 15        |
| 3 | Путь Ильича      | посёлок, административный центр | ↘685      |